# كيتشي سوزوكي (ممثل)
كيتشي سوزوكي (باليابانية: 鈴木慶一؛ بالكانا: すずき けいいち) هو ملحن وكاتب أغاني وموسيقي وممثل ياباني، ولد في 28 أغسطس 1951 في أوتا في اليابان.

## أعمال

### أفلام
- (2003) زاتويشي[4]
- (2010) الغضب

## وصلات خارجية
- الموقع الرسمي
- كيتشي سوزوكي على موقع IMDb (الإنجليزية)
- كيتشي سوزوكي على موقع ألو سيني (الفرنسية)
- كيتشي سوزوكي على موقع ميوزك برينز (الإنجليزية)
- كيتشي سوزوكي على موقع أول موفي (الإنجليزية)
- كيتشي سوزوكي على موقع قاعدة بيانات الأفلام السويدية (السويدية)
- كيتشي سوزوكي على موقع أول ميوزيك (الإنجليزية)
- كيتشي سوزوكي على موقع ديسكوغز (الإنجليزية)
- كيتشي سوزوكي على موقع قاعدة بيانات الفيلم (الإنجليزية)
- كيتشي سوزوكي على موقع كينوبويسك (الروسية)
- كيتشي سوزوكي على موقع ANN person (الإنجليزية)